# Suburbikální diecéze
Suburbikální diecéze jsou diecéze v okolí Říma (sub urbe), jejichž tituláři jsou kardinály-biskupy.

## Vznik a vývoj suburbikálních diecézí
Již v 8. století bylo zvykem, že v lateránské bazilice se střídali po týdnech biskupové, kteří tam měli liturgickou službu. Tito biskupové byli z okolí Říma, ale až od začátku 12. století byly pevně určeny diecéze, jejichž biskupové byli považovány za „kardinálské“. Jednalo se o tzv. suburbikální diecéze, tedy takové, které bezprostředně sousedily s římskou diecézí:
- Ostie,
- Porto a Santa Rufina (Silva Candida),
- Albano,
- Sabina,
- Tusculum (Frascati),
- Præneste (Palestrina).

Kardinálové-biskupové pak měli k papeži vztah jako k metropolitovi církevní provincie.
Ve 12. století byly Kalixtem II. sjednoceny diecéze Porto a Santa Rufina, takže jich bylo pouze šest. Až v roce 1914 papež Pius X. rozdělil diecéze Ostie a Velletri, sjednocené od roku 1150. Roku 1925 byla s diecézí sabinskou sjednocena diecéze Poggio Mirteto. Roku 1981 byly sjednoceny diecéze Velletri a Segni.
Papež Jan XXIII. v motu proprio Suburbicariis sedibus oddělil vedení těchto diecézí od instituce kardinálů-biskupů a určil, že budou mít vlastního diecézního biskupa. Pouze Ostie, sídlo děkana kardinálského kolegia je spravována kardinálem-vikářem města Říma.

## Seznam suburbikálních diecézí v současnosti
V současnosti je titulárních biskupství sedm:
- Ostie: titulární diecéze kardinála-děkana
- Albano
- Frascati (lat. Tusculum)
- Palestrina (lat. Praeneste)
- Porto-Santa Rufina
- Sabina-Poggio Mirteto
- Velletri-Segni